# Derline Senat
 (avril 2021).
La mise en forme du texte ne suit pas les recommandations de Wikipédia : il faut le « wikifier ».
Les points d'amélioration suivants sont les cas les plus fréquents. Le détail des points à revoir est peut-être précisé sur la page de discussion.
- Les titres sont pré-formatés par le logiciel. Ils ne sont ni en capitales, ni en gras.
- Le texte ne doit pas être écrit en capitales (les noms de famille non plus), ni en gras, ni en italique, ni en « petit »…
- Le gras n'est utilisé que pour surligner le titre de l'article dans l'introduction, une seule fois.
- L'italique est rarement utilisé : mots en langue étrangère, titres d'œuvres, noms de bateaux, etc.
- Les citations ne sont pas en italique mais en corps de texte normal. Elles sont entourées par des guillemets français : « et ».
- Les listes à puces sont à éviter, des paragraphes rédigés étant largement préférés. Les tableaux sont à réserver à la présentation de données structurées (résultats, etc.).
- Les appels de note de bas de page (petits chiffres en exposant, introduits par l'outil «  Source ») sont à placer entre la fin de phrase et le point final[comme ça].
- Les liens internes (vers d'autres articles de Wikipédia) sont à choisir avec parcimonie. Créez des liens vers des articles approfondissant le sujet. Les termes génériques sans rapport avec le sujet sont à éviter, ainsi que les répétitions de liens vers un même terme.
- Les liens externes sont à placer uniquement dans une section « Liens externes », à la fin de l'article. Ces liens sont à choisir avec parcimonie suivant les règles définies. Si un lien sert de source à l'article, son insertion dans le texte est à faire par les notes de bas de page.
- La présentation des références doit suivre les conventions bibliographiques. Il est recommandé d'utiliser les modèles {{Ouvrage}}, {{Chapitre}}, {{Article}}, {{Lien web}} et/ou {{Bibliographie}}. Le mode d'édition visuel peut mettre en forme automatiquement les références.
- Insérer une infobox (cadre d'informations à droite) n'est pas obligatoire pour parachever la mise en page.

Pour une aide détaillée, merci de consulter Aide:Wikification.
Si vous pensez que ces points ont été résolus, vous pouvez retirer ce bandeau et améliorer la mise en forme d'un autre article.
Pour les articles homonymes, voir Senat.
Derline Senat, née le 13 juin 1994  à Saint-Marc (Haïti), est une présentatrice de télévision et mannequin haïtienne
.

## Biographie

### Formation et Jeunesse
Derline Senat réalise ses études primaires à l’école Mère Sainte Alvire (Congrégation Saint Joseph de Cluny) à Saint-Marc en Haïti, ses études secondaires à Frère Hervé (Frères de l’instruction Chrétienne) de Saint-Marc. Elle étudie ensuite la communication sociale ainsi que l'entrepreneuriat à l'Université Épiscopale d'Haïti.

#### Début dans la mode
Devenir mannequin n’était pas un rêve pour Derline. Son premier shooting a lieu en mai 2015 au cours duquel elle pose pour Ayiti Foto à l’occasion de la fête du drapeau. Cinq mois plus tard, en octobre 2015, elle fait son premier défilé au Belvédère à Pétion-Ville dans le cadre de Fashion circuit. Elle a aussi fait de multiples apparitions dans plusieurs vidéoclips d’artistes haïtiens comme Darline Desca, Katalog, Princess Eud, Ded Kra-z, etc. En 2018, elle tient le rôle principal dans le clip de Zomor. Elle rêve cependant de représenter Haïti dans la mode à l’échelle internationale.

## Emission M&M Show et débuts à On TV
M&M pour Mode et Musique, cette émission à caractère culturelle est lancée en juillet 2017 dans les locaux de l'hôtel Oasis, animée par Derline et Miss Fanfan, malheureusement elle allait s’arrêter par manque de sponsor et redémarrer une année plus tard sur les écrans de là On TV, la chaine 46 avec la coprésentatrice Farah Mars.
Derline Senat anime avec Miss Fanfan l'émission M&M Show, le sigle M&M signifiant Mode et Musique. Il s'agit d'une émission à caractère culturel lancée en juillet 2017 dans l'hôtel Oasis. Cependant, cette émission s'arrête rapidement en raison d'un manque de sponsors et donc de financements. Elle redémarre toutefois un an plus tard sur la chaîne de télévision haïtienne On TV, avec l'aide non plus de Miss Fanfan mais de Farah Mars.
En 2023, l'émission M&M Show change de décor et se retrouve diffusée désormais sur la chaîne de télévision Canal Bleu,.